# 川口清健
川口清健（日语：／ Kawaguchi Kiyotake，1892年12月3日—1961年5月16日）是第二次世界大戰期间大日本帝国陆军的一名少将。曾获得日本政府颁赠荣誉为从四位勋二等叶章。战后被判处6年劳改。

## 生平
1914年5月，从陆军士官学校毕业。12月，在歩兵第8連隊担任少尉。
1922年11月，从陆军大学校毕业，之后担任歩兵第8連隊中隊的中队长。
1937年11月，晋升大佐。并先后担任北支那方面軍参谋、中部防衛参謀、中部軍参謀。
1940年12月，晋升少将，担任歩兵第35旅団的旅长。
1942年8月29日，川口率领川口支队和一木支队残部以及青叶支队向瓜岛进发。 9 月 12 日,川口指挥日军发动了瓜岛作战第一次总攻击。血岭之战结束后。日军参谋本部以川口是“懦夫”为由罢免其职务。
1. ↑  福川 秀樹. . ISBN 4829502738.
2. ↑  秦郁彦. . 东京大学出版社. ISBN 4130301357.
3. ↑  . 内蒙古人民出版社. 2005. Authors list列表中的|first1=缺少|last1= (帮助)